# Tarḫulara
Tarḫulara war ein König von Gurgum, der nur aus assyrischen Quellen bekannt ist. Er regierte von 743 bis ca. 711 v. Chr.

## Dynastische Einordnung
Zwischen der Erwähnung von Tarḫulara und seinem letzten bekannten Vorgänger auf dem Thron von Gurgum, Halparuntiya III. (assyrisch Qalparunda, 805–800 v. Chr.) liegen 53 Jahre. Mit Halparuntiya III. bricht die hieroglyphen-luwische Überlieferung für Gurgum ab. Wer in der Zwischenzeit herrschte, ist nicht bekannt. Eine gewisse dynastische Kontinuität könnte daraus geschlossen werden, dass Tarḫularas Sohn Muwatalli III. (assyrisch Mutallu) den Namen zweier früherer Herrscher von Gurgum trug, den Muwatallis I. (frühes 10. Jahrhundert v. Chr.) und Muwatallis II. (assyrisch Mutallu, um 858 v. Chr.).

## Mitgliedschaft in einer antiassyrischen Allianz
Gurgum war unter Tarḫularas Regierung Mitglied einer von Sarduri II. von Urartu und Mati-Ilu von Arpad geführten antiassyrischen Allianz, der außerdem noch die Staaten Melid (unter König Sulumal) und Kummuḫ (unter König Kuštašpi) angehörten. Im Zuge der Niederschlagung jener Allianz 743 v. Chr. griff Assyrerkönig Tiglat-pileser III. auch Gurgum an und zerstörte 100 gurgumäische Städte. Tarḫulara unterwarf sich. Auf sein Gesuch hin wurde die Hauptstadt von den Assyrern verschont. Anscheinend war auf einen Vorstoß des gurgumäischen Königs hin eine Abmachung getroffen worden. Tarḫulara wurde erlaubt, seinen Thron zu behalten, er wurde dafür den Assyrern tributpflichtig. Allerdings war er gezwungen, einige gurgumäische Städte an König Panamuwa II. von Samʼal im Süden von Gurgum abzutreten.

## Unter assyrischer Herrschaft
In den Jahren 738 und 732 v. Chr. wurde Tarḫulara noch einmal als den Assyrern tributpflichtig erwähnt.
Etwa 711 v. Chr. wurde Tarḫulara, seit seiner Unterwerfung 743 v. Chr. treuer Untertan des assyrischen Reiches, von seinem Sohn Muwatalli III. ermordet, der daraufhin selbst den Thron bestieg. Hinter der Ermordung könnten geheime Verhandlungen des Thronräubers mit Urartu oder Phrygien gesteckt haben. Der damalige assyrische König Sargon II. setzte Muwatalli III. daraufhin ab und deportierte ihn nach Assyrien. Gurgum wurde in eine assyrische Provinz namens Marqas umgewandelt, benannt nach der Hauptstadt des Staates, dem heutigen Kahramanmaraş.